# Hume (Illinois)
Pour les articles homonymes, voir Hume.
Hume est un village du comté de Edgar dans l'Illinois, aux États-Unis,. Il est situé au nord du comté, entre Newman à l'ouest et Metcalf à l'est.

## Histoire
Le village est incorporé le 22 octobre 1901.

## Démographie
Lors du recensement de 2010, le village comptait une population de 380 habitants. Elle est estimée, en 2016, à 360 habitants.

## Personnalités liées à Hume
- Edward Adelbert Doisy, biochimiste, prix Nobel de physiologie ou médecine en 1943.

## Source de la traduction
- (en) Cet article est partiellement ou en totalité issu de l’article de Wikipédia en anglais intitulé « Hume, Illinois » (voir la liste des auteurs).